# 希萨尔
希萨尔（Hisar），是印度哈里亚纳邦希萨尔县的一个城镇。总人口256810（2001年）。

## 人口
该地2001年总人口256810人，其中男性140240人，女性116570人；0—6岁人口33222人，其中男18366人，女14856人；识字率70.80%，其中男性为76.45%，女性为63.99%。